# Kana-Boon
Kana-Boon (カナブーン Kanabun?) är en japansk rockgrupp som grundades 2008 i Osaka. Gruppen består av Taniguchi Maguro (gitarr och sång), Koga Hayato (gitarr), Meshida Yuuma (basgitarr) och Koizumi Takahiro (trummor).

## Diskografi

### Album
- 2013 – Doppel
- 2015 – Time
- 2016 – Origin[3]